# Cyrtonops nigra
Cyrtonops nigra är en skalbaggsart som beskrevs av Charles Joseph Gahan 1906. Cyrtonops nigra ingår i släktet Cyrtonops och familjen långhorningar.
Artens utbredningsområde är Taiwan. Inga underarter finns listade i Catalogue of Life.